# Meister von Schloss Lichtenstein

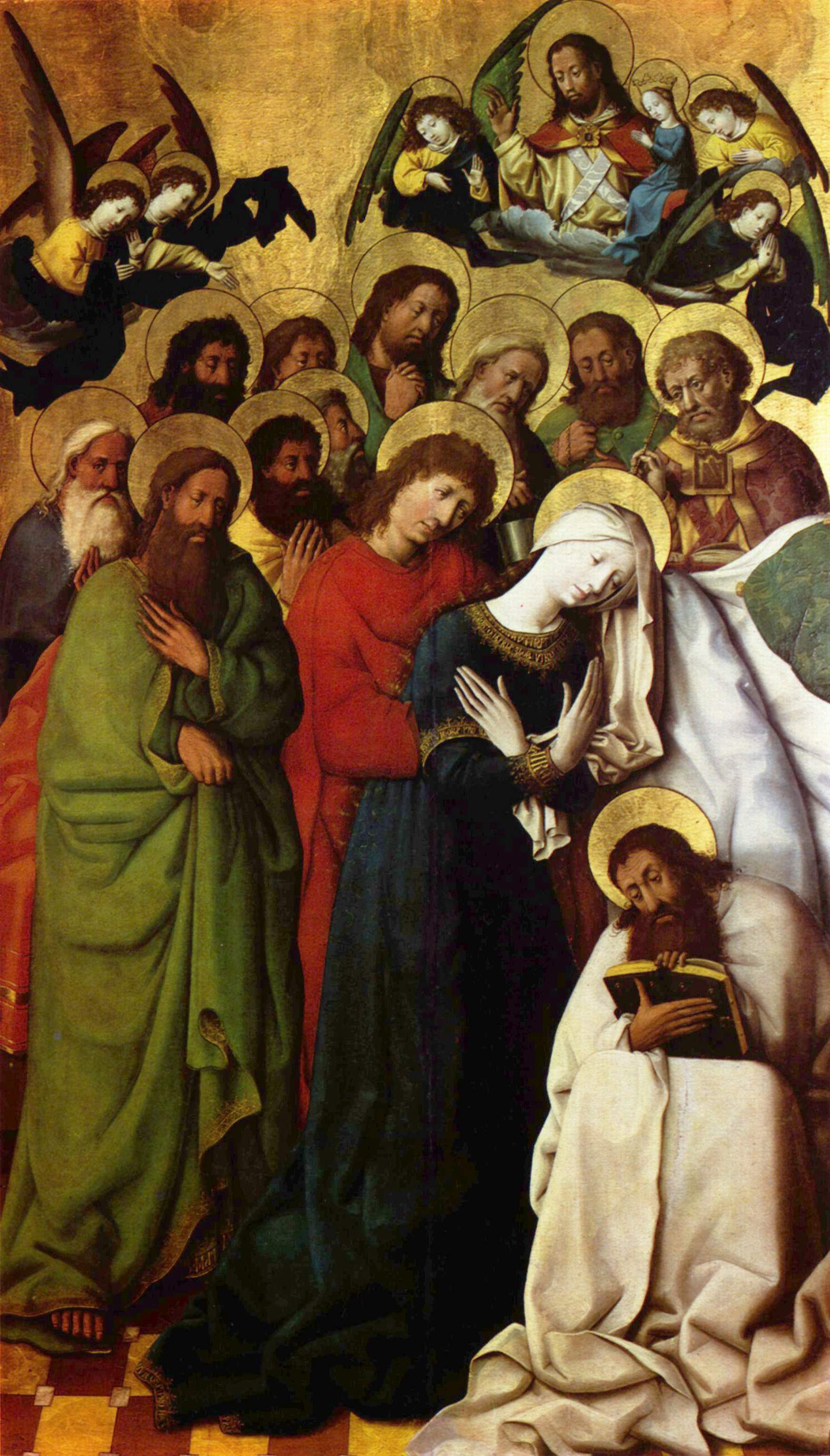
Meister von Schloss Lichtenstein: Marientod, um 1450

Als Meister von Schloss Lichtenstein wird ein namentlich nicht bekannter Maler der Gotik bezeichnet, der um 1440 oder 1450 tätig war. Er erhält seinen Notnamen nach dem Aufbewahrungsort zweier seiner Bilder, dem Schloss Lichtenstein ob Honau in Württemberg.
Der Meister von Schloss Lichtenstein arbeitete wohl in Wien. Sein Werk zeigt eine Verwandtschaft mit den Bildern des Meisters des Albrechtaltars und anderen zu seiner Zeit dort tätigen Malern. Der oberdeutsche Meister scheint vom zeitgenössischen Stil aus den Niederlanden beeinflusst und deutet in seinem Stil bereits den Ansatz einer Renaissance der Malerei an. Als Auftraggeber wird in jüngster Zeit der Habsburger Erzherzog Albrecht VI. (gest. 1463) vermutet.

## Werke (Auswahl)
- Marientod. Privatbesitz, Schloss Lichtenstein ob Honau
- Marienkrönung (Fragment). Privatbesitz, Schloss Lichtenstein ob Honau – als Leihgabe in der Staatsgalerie, Stuttgart

Dem Meister von Schloss Lichtenstein werden weitere Bilder zugeordnet, jeweils aus einer Bilderfolge eines Marienlebens und einem Passionszyklus. Lange Zeit wurden sie dem Umfeld des Meisters zugeordnet und galten als Werke aus den Händen verschiedener Künstler einer gemeinsamen Werkstatt, die dem Meister nahestand. Dann aber wurden alle überlieferten Tafelgemälde dem Meister zugeordnet und als Bilder eines einzigen monumentalen Flügelaltars erkannt.
- Marienzyklus (14 Tafeln):
  - Die Verkündigung an Joachim. Belvedere, Wien
  - Die Begegnung an der Goldenen Pforte. Philadelphia Museum of Art, Philadelphia
  - Geburt Mariens. Belvedere, Wien
  - Marias Tempelgang. Belvedere, Wien
  - Die Heimsuchung. ehemals Deutsches Museum, Berlin (Kriegsverlust)
  - Die Geburt Christi. Puschkin-Museum, Moskau,
  - Die Beschneidung Christi. ehemals Deutsches Museum, Berlin (Kriegsverlust)
  - Die Anbetung der Könige. Puschkin-Museum, Moskau,
  - Die Darbringung im Tempel. Tallinna Riiklik Kunstimuuseum im Schloss Kadriorg, Tallinn
  - Die Ruhe auf der Flucht nach Ägypten. ehemals Sammlung Rothschild, Wien
  - Der bethlehemitische Kindermord. Bayerische Staatsgemäldesammlungen, Alte Pinakothek, München
  - Der zwölfjährige Jesus im Tempel. Belvedere, Wien
  - Die Taufe Christi. Muzeum Narodowe we Wrocławiu, Wrocław (Breslau)
  - Die Versuchung Christi. ehemals Sammlung Carl Askonas, Wien

- Passionszyklus (7 Tafeln):
  - Christus am Ölberg. Kunstmuseum, Basel
  - Die Geißelung Christi. Keresztény Múzeum, Esztergom
  - Die Dornenkrönung Christi. Keresztény Múzeum, Esztergom
  - Kreuztragung Christi. Bayerische Staatsgemäldesammlungen, Staatsgalerie in der Katharinenkirche, Augsburg
  - Beweinung Christi. Bayerische Staatsgemäldesammlungen, Staatsgalerie in der Katharinenkirche, Augsburg
  - Die Grablegung Christi. Kunstmuseum, Basel
  - Auferstehung Christi. Bayerische Staatsgemäldesammlungen, Staatsgalerie in der Katharinenkirche, Augsburg